# Thysanocrepis
Thysanocrepis is een geslacht van vlinders van de familie bladrollers (Tortricidae), uit de onderfamilie Olethreutinae.

## Soorten
- T. celebensis Diakonoff, 1975
- T. crossota (Meyrick, 1911)